# Mulubagilu, Tirthahalli
Mulubagilu là một làng thuộc tehsil Tirthahalli, huyện Shimoga, bang Karnataka, Ấn Độ.